# Christuskirche (Torgelow)

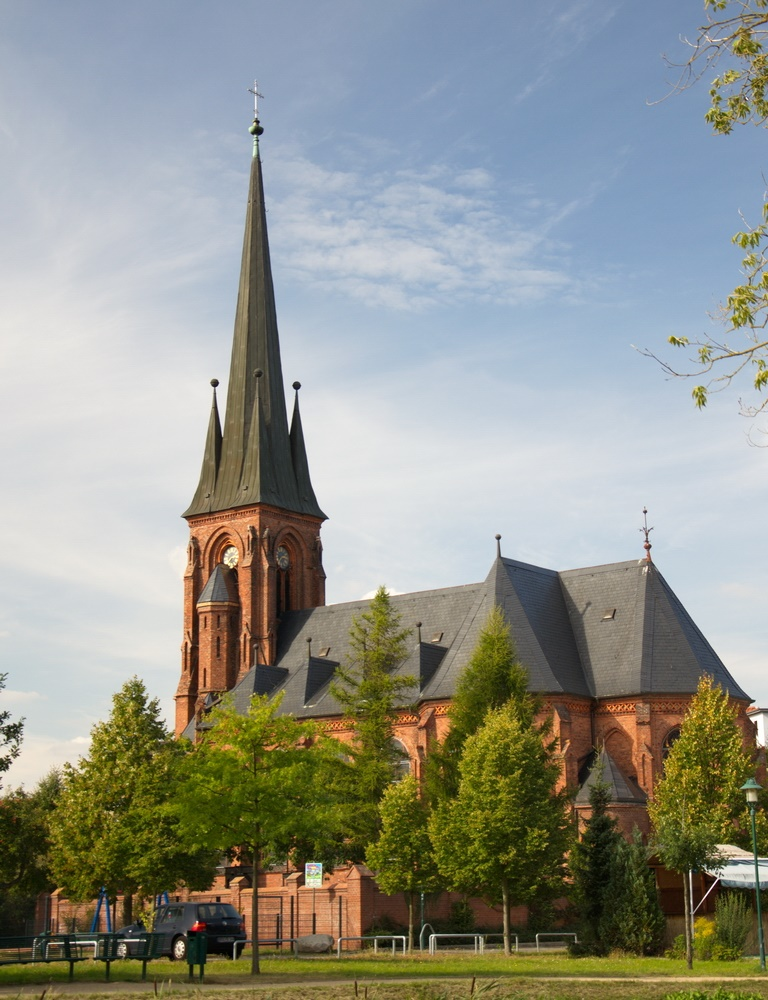
Christuskirche (Torgelow)

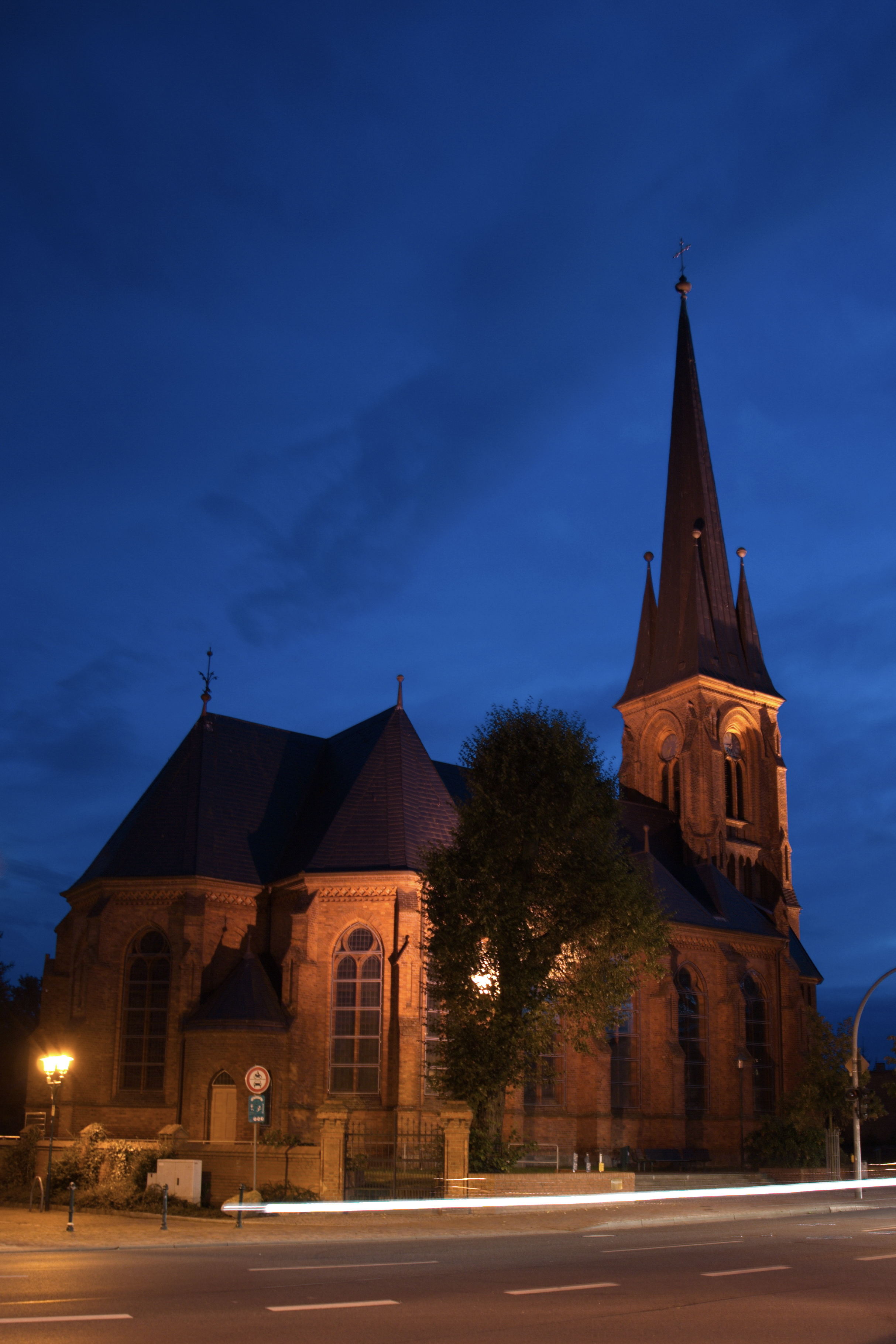
Nordseite

Die evangelische Christuskirche ist eine neugotische Hallenkirche in Torgelow im Landkreis Vorpommern-Greifswald in Mecklenburg-Vorpommern. Sie gehört zur Kirchengemeinde Torgelow in der Propstei Pasewalk der Evangelisch-Lutherischen Kirche in Norddeutschland (Nordkirche).
Das Gebäude steht unter Denkmalschutz.

## Geschichte und Architektur
Die heutige Kirche wurde von 1882 bis 1884 anstelle einer bescheidenen Kirche aus dem späten 17. Jahrhundert unter Leitung von Regierungsbaudirektor Atzert aus Pasewalk errichtet. Nach 1989 wurde das Bauwerk renoviert, vor allem am Turm, am Dach und am Innenputz. Weiterhin wurden auch das Pfarrhaus und das Gemeindehaus saniert.
Die Kirche ist eine aufwändige Hallenkirche aus Backstein mit einem dominierenden, stark plastisch gegliederten Westturm und einem polygonalen Ostschluss in Anlehnung an einen Trikonchos. Die Seitenschiffe sind jochweise durch quergestellte, Walmdächer gedeckt. Das Äußere wird durch einen Fries aus Formsteinen in Traufhöhe und die Strebepfeiler gegliedert, welche durch gemauerte Tabernakel in Anlehnung an die Werksteinbauwerke der Gotik verziert sind. Zwei niedrige Anbauten sind in die Ecken zwischen Chor und den Querarmen eingebaut; in den Winkeln zwischen Turm und Langhaus sind zwei polygonale Treppenhäuser angeordnet. Das Innere wird durch die verputzten Rundpfeiler mit Knospenkapitellen geprägt, welche die Kreuzrippengewölbe tragen. In den Chorfenstern sind abstrakte, farbige Glasmalereien von Hermann Lindner aus Stralsund eingesetzt.

## Ausstattung
Die einheitliche Ausstattung stammt aus der Bauzeit. Von einem Taufstein aus dem 13./14. Jahrhundert aus Kalkstein ist eine achteckige Kuppa mit zierlicher Blendengliederung erhalten, ähnlich denen in der Marienkirche in Anklam und der Stadtkirche Teterow.
Ein Lesepult stammt aus der Zeit um 1750, eine eiserne Truhe aus dem 17. Jahrhundert. Ein Porträt stellt F. Hoppe († 1809) dar. Ein silbervergoldeter Kelch mit Patene stammt von 1753. Eine Taufschale aus Messing wurde gegen Ende des 17. Jahrhunderts geschaffen.
Die Orgel ist ein Werk von Paul Mehmel von 1890 mit 14 Registern auf zwei Manualen und Pedal, das 1938 von Barnim Grüneberg umgebaut wurde. Sie wurde 2009 restauriert.
1999 wurde ein neues Geläut aus fünf Glocken eingeweiht.